# Gornji Vrbljani
Gornji Vrbljani (szerbül: Горњи Врбљани) falu Bosznia-Hercegovinában, a Szerb Köztársaságban, Ribnik községben.

## Fekvése
Bosznia-Hercegovina nyugati részén, Banja Lukától légvonalban 58, közúton 86 km-re délnyugatra, községközpontjától légvonalban 10, közúton 16 km-re délre, a Crna gora területén, a Szana forrásvidékén fekszik. 

## Népessége
| Nemzetiségi csoport | Népesség 1991 | Népesség 2013 |
| ------------------- | ------------- | ------------- |
| Szerb               | 752           | 437           |
| Bosnyák             | 0             | 0             |
| Horvát              | 0             | 2             |
| Jugoszláv           | 1             | 0             |
| Egyéb               | 2             | 1             |
| Összesen            | 755           | 440           |

## Története
A település területén már az ókorban éltek emberek. Ennek bizonyítéka az a római kori éremlelet, melyben egy, a köztársaság idejéből származó dénár és két bronz császárkori pénzérme található. A leletek az i. e. 1. századból és a 3. századból származnak.
Vrbljani középkori életének bizonyítéka a máig fennmaradt késő középkori temető a korabeli sírkövekkel. Az itt talált stećak sírkövek a 14-15. században terjedtek el Bosznia-Hercegovina, Szerbia, Horvátország és Montenegró területén, és a 10. századi Bulgáriában feltűnt, a kereszténység főáramlatának behódolni nem akaró, Boszniában élő bogumilok sírkövei voltak. A bogumilok többsége az oszmán-törökök európai hódítása során áttért az iszlám hitre.
A falu területe 1878-ig tartozott az Oszmán Birodalomhoz, majd az Osztrák-Magyar Monarchia része lett. 1910-ben Vrbljani településnek 315 háza és 2048 ortodox szerb és 4 muszlim lakosa volt. A monarchia szétesésével 1918-ben előbb a Szerb-Horvát-Szlovén Királyság, majd 1929-től a Jugoszláv Királyság része. A Jugoszláv Királyságban a falu a Vrbaska banovina része volt. 1921-ben Vrbljaniban 330 házat és 1954 lakost számláltak. Jugoszlávia megszállása után a falu a Független Horvát Állam (NDH) része, majd 1945-től a falu a szocialista Jugoszlávia része volt. 

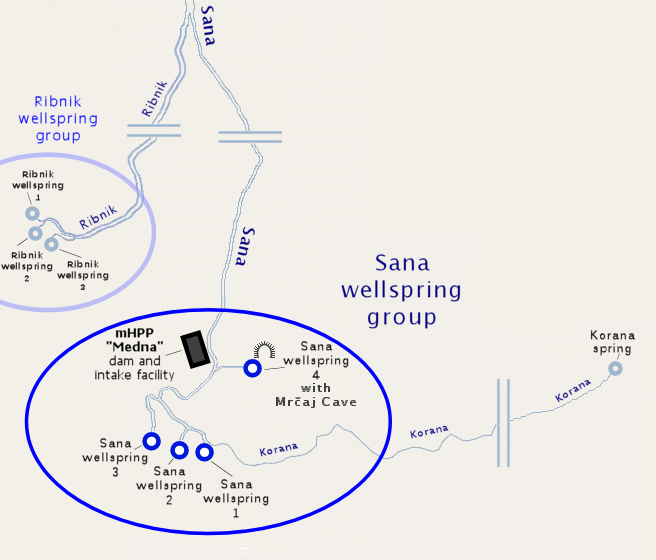
A Szana forrásainak térképe

1965-ben az akkori Bosznia-Hercegovinai Köztársaság racionalizálása miatt Ribnik község területét Sanicával együtt Ključ községhez csatolták. A település 1995 szeptemberéig a boszniai szerb katonai egységek ellenőrzése alatt állt. A boszniai háborút lezáró daytoni békeszerződés rendelkezése alapján az ország területét felosztották a Bosznia-hercegovinai Föderáció és a boszniai Szerb Köztársaság között, ennek során a település a Boszniai Szerb Köztársasághoz és Ribnik községhez került. Lakói mezőgazdasággal és erdészeti munkákkal foglalkoznak.

## Nevezetességei
A Szana forrásvidékének forrásokban és vízesésekben gazdag természeti környezete.

## Fordítás
- Ez a szócikk részben vagy egészben  a(z)   Доњи Врбљани című szerb Wikipédia-szócikk ezen változatának fordításán alapul.  Az eredeti cikk szerkesztőit annak laptörténete sorolja fel. Ez a jelzés csupán a megfogalmazás eredetét és a szerzői jogokat jelzi, nem szolgál a cikkben szereplő információk forrásmegjelöléseként.